# Ronald Guttman
Ronald Guttman (Ukkel, 12 augustus 1952) is een Belgische/Amerikaanse acteur en filmproducent.

## Biografie
Guttman werd geboren in België en is daar ook begonnen met acteren, vanaf 1984 ging hij ook naar Amerika om zich daar toe te leggen in de Amerikaanse filmindustrie.
Guttman begon in 1975 met acteren in de televisieserie Le renard à L'anneau d'or. Hierna heeft hij nog meer dan 120 rollen gespeeld in televisieseries en televisiefilms zoals The Hunt for Red October (1990), Third Watch (2000-2002), August Rush (2007), All My Children (1991-2009) en 13 (2010).

## Filmografie

### Films
Selectie:
- 2018 Wanderland - als Dan Tanner
- 2010 13 – als Joe
- 2009 2B – als Dr. Erich Einman
- 2008 27 Dresses – als Antoine
- 2007 August Rush – als professor
- 2002 The Guru – als Edwin
- 2001 The Believer – als vader van Danny
- 1996 The Pillow Book – als calligraaf
- 1993 And the Band Played On – als Dr. Jean-Claude Chermann
- 1990 Green Card – als Anton
- 1990 Avalon – als Simka
- 1990 The Hunt for Red October – als Lt. Melekhin
- 1983 Hanna K. – als gevangenis directeur
- 1983 Danton – als Herman

### Televisieseries
Uitgezonderd eenmalige gastrollen.
- 2021 Godfather of Harlem - als Jean Jehan - 4 afl.
- 2020 Hunters - als Moritz Ehrlich - 4 afl.
- 2018 Black Earth Rising - als Jacques Antoine Barre - 3 afl.
- 2017 Preacher - als Denis - 10 afl.
- 2014 - 2015 Madam Secretary - als Klaus Von Muhlberg - 2 afl.
- 2011 Mildred Pierce – als Carlo Treviso – 2 afl. (miniserie)
- 2008 – 2009 Cold Blood – als Gabriel Ferris en Jeremy Winn – 2 afl.
- 1991 – 2009 All My Children – als Alexander Cambias – 20 afl.
- 2008 Heroes – als Dr. Zimmerman – 2 afl.
- 2008 Lipstick Jungle – als Diego Cantero – 2 afl.
- 2007 Mystère – als professor Roger en Gaston Denis – miniserie
- 2005 Starved – als Charles – 2 afl.
- 2002 Benjamin Franklin – als ?? – miniserie
- 2002 Third Watch – als Andrei Resnick – 2 afl.
- 1983 Deux amies d'enfance – als ?? – miniserie
- 1975 Le renard à l'anneau d'or – als Jean-Paul Lucassen - ? afl.

### Filmproducent
- 2020-2021 Group - televisieserie - 13 afl.
- 2020 What Breaks the Ice - film
- 2015 American Masters - televisieserie - 1 afl.
- 2013 Welcome to the Punch - film
- 2012 Je fais feu de tout bois - film
- 2011 30 Beats – televisiefilm
- 2010 New York Street Games – tv-documentaire
- 2009 Tickling Leo televisiefilm
- 2004 The Tolbooth – televisiefilm
- 1991 Looping – televisiefilm (kort)

- Bibliothèque nationale de France: cb16686398h (data)
- Gemeinsame Normdatei: 141537124
- International Standard Name Identifier: 0000 0003 7186 3711
- Library of Congress Control Number: no2001023583
- Nationale Bibliotheek van Tsjechië: xx0049348
- Système universitaire de documentation: 227598431
- Virtual International Authority File: 121629518